# Beguildy
Beguildy (en anglais) ou Bugeildy (en gallois) est un village et une communauté du Powys, au pays de Galles.

## Géographie
Beguildy est situé dans l'est du Powys, dans le comté historique du Radnorshire, près de la frontière anglaise qui y suit à peu près le cours de la Teme (en).
La communauté de Beguildy comprend aussi les villages et hameaux de Felindre (cy), Dutlas, Lloyney (cy), Heyope (cy) et Knucklas (en).

## Démographie
Au recensement de 2011, la communauté de Beguildy comptait 723 habitants.